# Кал-при-Долах
Кал-при-Долах (словен. Kal pri Dolah) — поселення в общині Літія, Осреднєсловенський регіон, Словенія. Висота над рівнем моря: 747,1 м.